# Daniel Logan
Daniel Logan, né le 6 juin 1987 à Auckland, Nouvelle-Zélande est un acteur essentiellement remarqué pour son rôle de Boba Fett dans Star Wars, épisode II : L'Attaque des clones.

## Biographie
Daniel Logan est d'origine Maori.

## Carrière d'acteur
Outre sa performance d'acteur dans Star Wars, épisode II : L'Attaque des clones, Daniel a également fait le doublage de Boba Fett dans la série animée Star Wars: The Clone Wars. Il apparait également en flashback dans la série Le Livre de Boba Fett où il reprend son rôle en version jeune (son visage issue de Star Wars II a été utilisé sur une doublure numérique).
Auparavant, il a notamment fait une apparition dans la série Hercule.

## Activités publiques
À la suite de son travail dans l'univers Star Wars, Daniel a été régulièrement invité dans des conventions comme Star Wars Celebration (l'évènement officiel de Lucasfilm) aux États-Unis ou Générations Star Wars et Science Fiction en France.